# Chitarra
La chitarra (dal gr. κιϑάρα; cfr. cetra ) è uno strumento musicale a corde pizzicate, costruito prevalentemente in legno e costituito da una cassa armonica a forma di 8 e da un manico con relativa tastiera. La chitarra viene suonata con entrambe le mani, generalmente la destra per pizzicare le corde (tipicamente 6) con le unghie, i polpastrelli o con un plettro, una alla volta o più corde contemporaneamente, e la sinistra per selezionarne l'intonazione sulla tastiera (diteggiatura); oppure, in posizioni invertite (chitarra mancina). All'estremità del manico vi è una paletta coi rispettivi piroli, usati per tensionare le corde e decidere l'accordatura; questa è in genere formata dalle note libere, Mi-La-Re-Sol-Si-Mi (dalla più grave alla più acuta, o dalla 6ª alla 1ª corda, come vengono normalmente elencate). 
La chitarra è di norma uno strumento acustico, che amplifica il suono delle corde grazie alla cassa di risonanza (un volume acustico più o meno ampio) per creare volumi sonori più alti (soprattutto per le basse frequenze), ma nell'era moderna è stata anche realizzata in versione elettrica (chitarra elettrica) da usare con gli amplificatori per chitarra.

## Storia

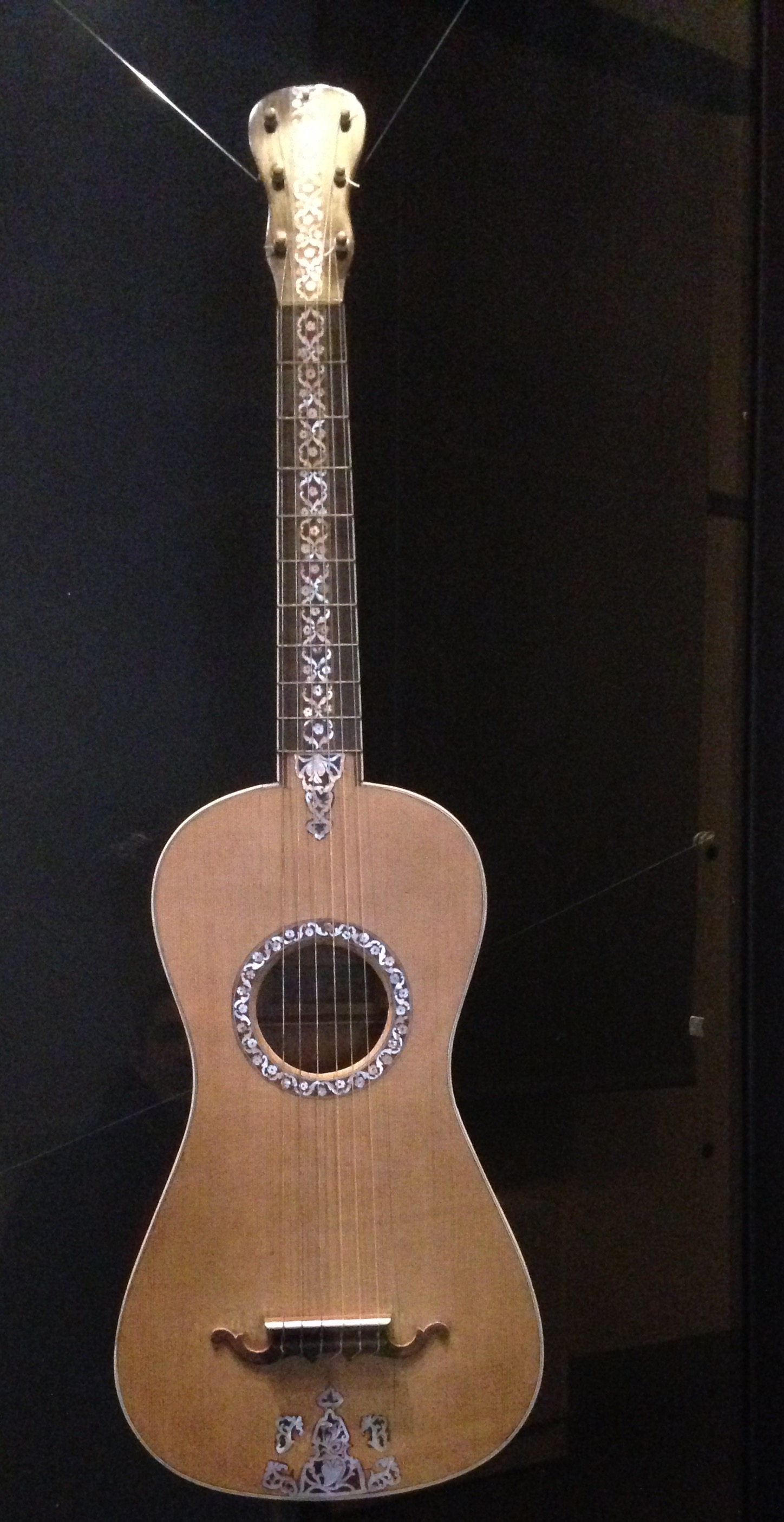
Chitarra (barocca) a 6 corde, del 1795, di Gian Battista Fabricatore. Esposta al Museo degli strumenti musicali di Milano.

La chitarra moderna ha origine dalla chitarra barocca, che a sua volta deriva dallo strumento medievale a cinque corde chiamato quinterna.
I primi liuti persiani erano montati con sole 4 corde di fili di seta. Le prime chitarre medievali avevano quattro corde come pure il liuto: la parola 'chitarra' deriva in ogni caso dalla parola greca kithára, che identificava però la cetra, che è appunto l'antenato della chitarra; la parola fu poi traslitterata nel latino cithara, da cui derivano i termini guiterne (quinterna), Gittern, citola e chitarra.
Lo strumento più antico ritrovato simile a una chitarra ha 3500 anni ed è stato scoperto nella tomba egizia di Har-Mose Sen-Mut. A sua volta le radici vanno trovate nel setar persiano (Iran) e nella citara.
Dalla seconda metà del XVII secolo fino alla metà del XIX secolo, con i progetti e le innovazioni apportate in Spagna da Antonio de Torres, si ha la nascita del prototipo della chitarra classica moderna.
La conseguente diminuzione della sonorità, data dal fatto che si passa a sei corde semplici dalle dieci (cioè 5 corde doppie chiamate cori) o dodici corde (6 corde doppie) in uso sulla chitarra barocca, fu compensata dal allargamento della cassa e dall'apertura completa della buca in mezzo alla tavola armonica
La chitarra a sei corde sostituì la chitarra barocca, perché più facile da maneggiare e suonare, e per una struttura più robusta. Questo passaggio dalla chitarra barocca a quella moderna, può essere paragonato alla sostituzione della viola da gamba con il violoncello

### Le prime chitarre a sei corde
Alla fine del XVIII secolo i liutai napoletani furono i primi a produrre chitarre a sei corde: erano di dimensioni piuttosto ridotte, costruite in acero o legni da frutto. La chitarra napoletana più antica che conosciamo è del 1764 di Antonio Vinaccia, appartenente a una longeva famiglia di liutai napoletani. Lo strumento è interessante perché presenta quasi tutte le caratteristiche della chitarra moderna.
(Angelo Gilardino)
Subito dopo anche in Spagna la chitarra a 6 corde cominciò ad affermarsi soprattutto a Malaga e a Siviglia. Anche in Francia, verso il 1820, fiorisce questa caratteristica grazie al liutaio Renѐ François Lacôte molto apprezzato da famosi chitarristi del suo tempo: Fernando Sor e Ferdinando Carulli. A Cremona, Carlo Bergonzi, attivo dal 1780-1820, costruisce alcune interessanti chitarre a 6 corde.

### L'innovazione di Antonio de Torres

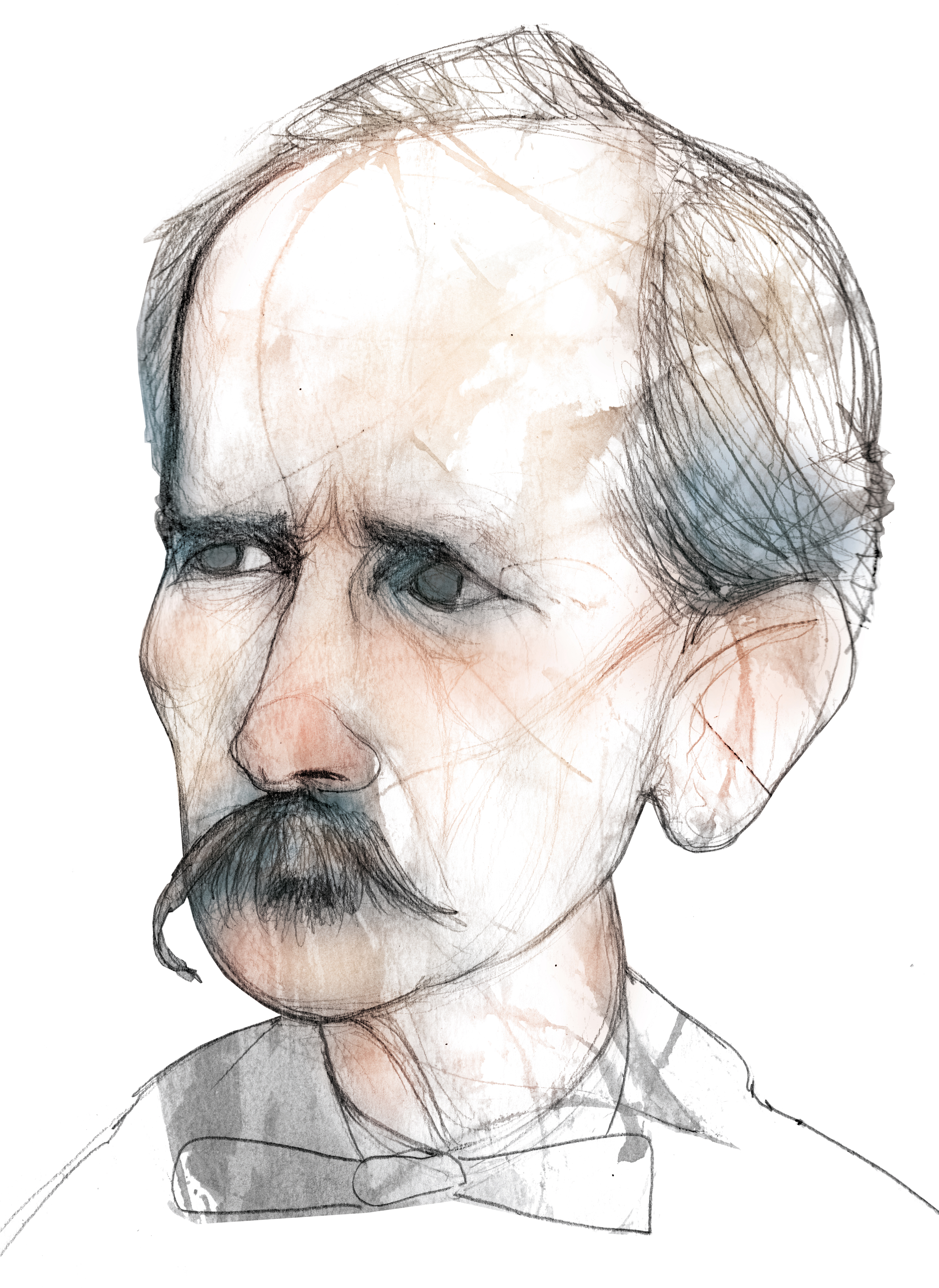
Ritratto di Antonio de Torres

I primi strumenti costruiti da Antonio de Torres arrivati a noi sono del 1854 e hanno già tutte le caratteristiche della chitarra classica moderna. De Torres fu il primo a concentrare la propria attenzione sulla tavola armonica, aumentandone la superficie e disponendo il ponticello nel punto di massima larghezza. Dispose tre catene trasversali, due sopra e una sotto la buca; nella parte sotto il ponte si trovano sette raggi simmetrici disposti a ventaglio. Nel 1862 costruì una chitarra con fasce e fondo di cartone per dimostrare le sue tesi sull'importanza della tavola armonica e dall'incatenatura. Torres fissò le misure moderne del manico e della tastiera e la forma del ponte.

### Christian Frederik Martin e la chitarra folk

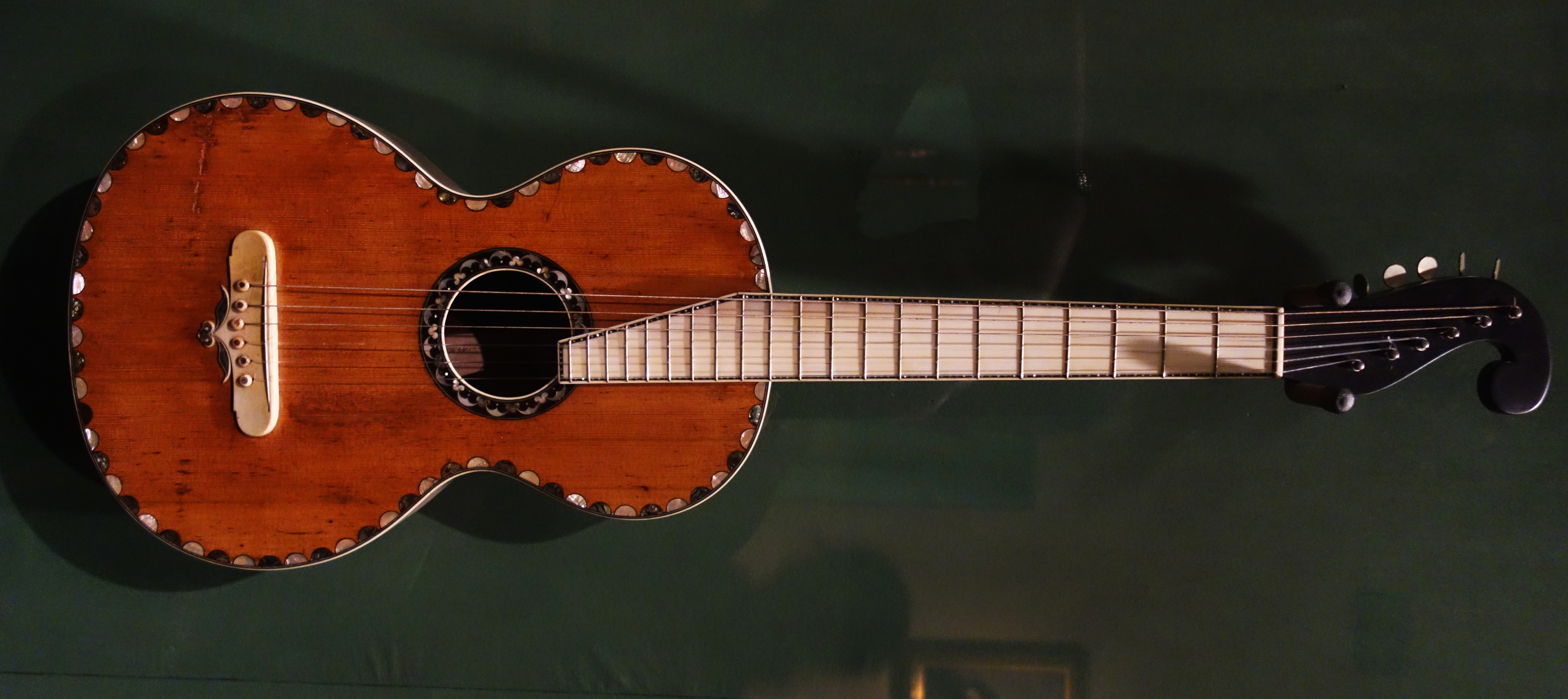
Una chitarra Martin in stile Stauffer(c.1838), New York

Christian Frederik Martin, liutaio tedesco, dopo aver imparato l'arte della liuteria presso la bottega della grande famiglia di liutai Stauffer a Vienna, nel 1833 si trasferisce a New York da Mark Neukirchen e affitta un negozio (precisamente a Hudson Street 196) per la sua attività di rivenditore, grossista e importatore di strumenti Qui si dedica alla riparazione di vari strumenti in legno e alla creazione di sue chitarre acustiche, strutturate secondo il modello Legnani di Stauffer e con corde di budello
Nel 1920 la liuteria Martin (con la nuova azienda a Nazareth, in Pennsylvania nel 1838) cominciò a costruire chitarre con corde in acciaio, grazie alla forte richiesta dei musicisti country. Questo aumento di tensione, dato dalle corde in acciaio, richiese forti adeguamenti alla struttura della cassa, adattando la speciale incatenatura della tavola ad "X" (già sviluppata verso il 1850). Questa incatenatura è ancora utilizzata nella maggior parte delle chitarre folk adesso in uso.

### La nascita della chitarra elettrica

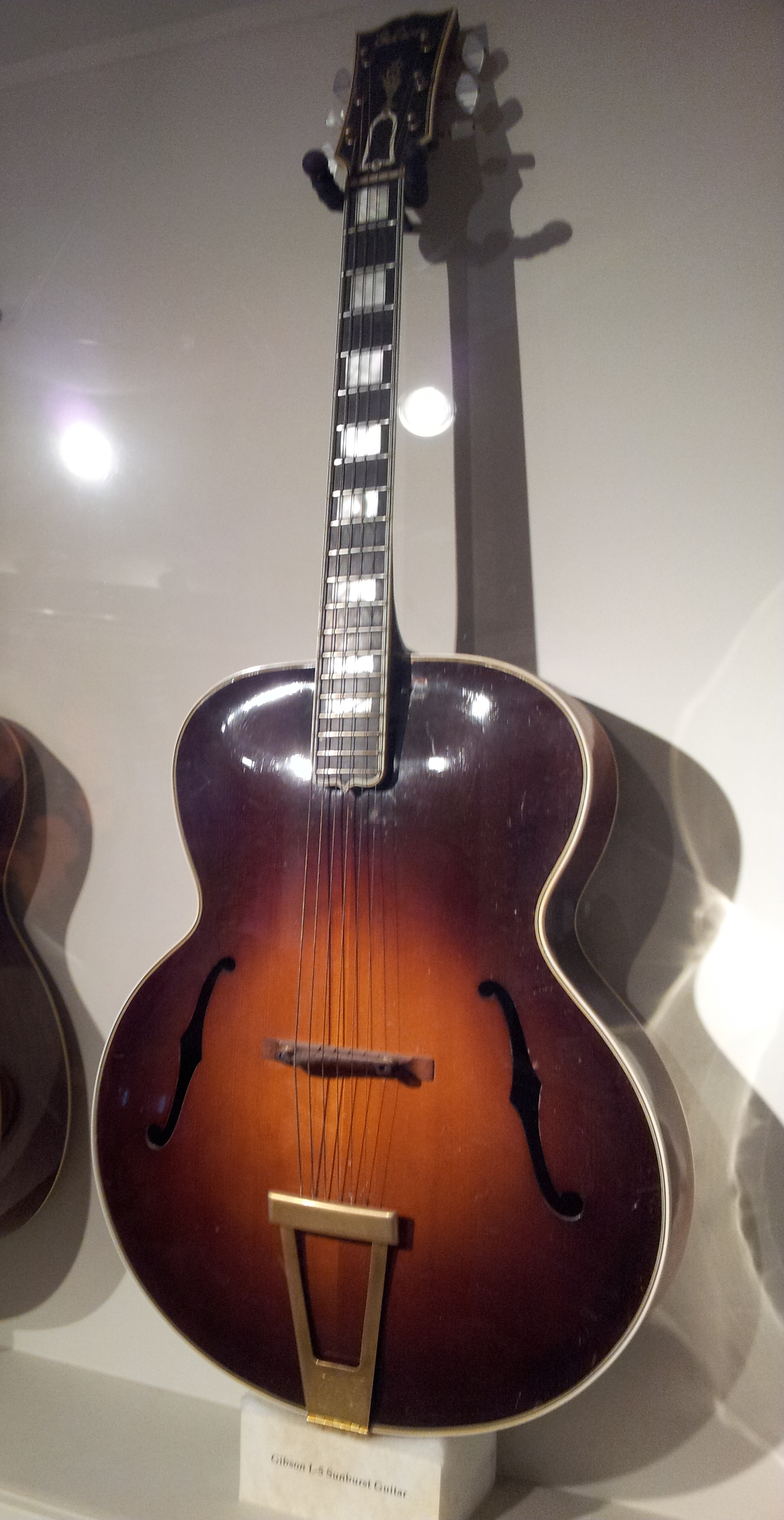
Gibson L-5

La storia della chitarra elettrica iniziò quando si avvertì l'esigenza di uno strumento che avesse alcune caratteristiche proprie della chitarra (specialmente per quanto attiene alle modalità di esecuzione), ma che potesse suonare insieme agli altri senza esserne sovrastato dal volume di suono. Orville Gibson era un abile liutaio specializzato in mandolini e chitarre. Sperimentò dei mandolini basandosi sulle progettazioni dei violini e dal 1890 applicò questa tecnica anche sulle chitarre, producendo strumenti a cassa arcuata e a buca ovale utilizzando corde d'acciaio al posto di quelle di budello per ottenere una maggiore potenza sonora, così che la chitarra non venisse sovrastata dagli altri strumenti nei complessi blues. Creò così l'odierna chitarra archtop.
Lloyd Loar, progettista alla Gibson dal 1920 al 1924, condusse i primi esperimenti mediante l'adozione di rilevatori in prossimità delle corde. Il concetto di chitarra elettrica deve però molto alle intuizioni di Adolph Rickenbacker, che nel 1931 realizzò il primo pick-up elettromagnetico (un dispositivo elettronico in grado di trasformare le vibrazioni delle corde in impulsi di tipo elettrico) e iniziò ad applicarlo ai normali strumenti acustici, creando una chitarra lap steel chiamata frying pan guitar, in due modelli (A22 e A25).
Nel 1935 la Gibson iniziò la produzione del modello ES 150, una chitarra semiacustica con cassa di risonanza, aperture a "f" sulla tavola e un unico pick-up. Il modello riscosse un grande successo. Finalmente la chitarra, grazie all'amplificazione, poteva inserirsi meglio nelle formazioni del tempo, senza essere sovrastata dal volume degli altri strumenti.
Molti si cimentarono nella costruzione di chitarre elettriche, limitandosi di fatto ad amplificare il suono di strumenti acustici. Se da una parte la presenza di una cassa armonica combinata a un pick-up produceva un suono pastoso e ricco di armoniche, dall'altra presentava una serie di svantaggi, tra cui il più fastidioso era l'effetto noto come feedback acustico. La cassa dello strumento entrava in risonanza (effetto Larsen) con il suono emesso dall'amplificatore, creando echi, armonici e fischi di difficile gestione, col risultato di un suono sgradevole di difficile definizione.
Nel 1941 Les Paul, chitarrista e inventore, crea nei laboratori Epiphone un prototipo, detto The Log, ideato per ovviare al problema del feedback. Esso consisteva in un manico di chitarra acustica attaccato a un blocco di legno massiccio su cui erano installate le parti elettriche, e ai cui lati erano fissati le due "ali" di una chitarra acustica a forma di otto. Les Paul propose l'idea alla Gibson che la rifiutò.
Nel 1948 Leo Fender, tecnico progettista di amplificatori, dà una svolta definitiva e crea la Broadcaster, una chitarra con due pick-up single coil miscelabili e con il corpo pieno in legno massiccio che annulla completamente le risonanze indesiderate e aumenta il sustain delle corde, sviluppando il concetto di chitarra solid body. Inoltre lo strumento di Leo Fender presenta un vantaggio fondamentale: le fasi di costruzione e assemblaggio delle parti che compongono lo strumento sono molto semplificate. Questo si traduce nella possibilità di automatizzare il processo di produzione e di conseguenza produrre gli strumenti in serie, con costi notevolmente più contenuti. Il successo è enorme, tanto che la Broadcaster, divenuta poi Telecaster, viene prodotta dalla Fender ancor oggi.

## Struttura e parti

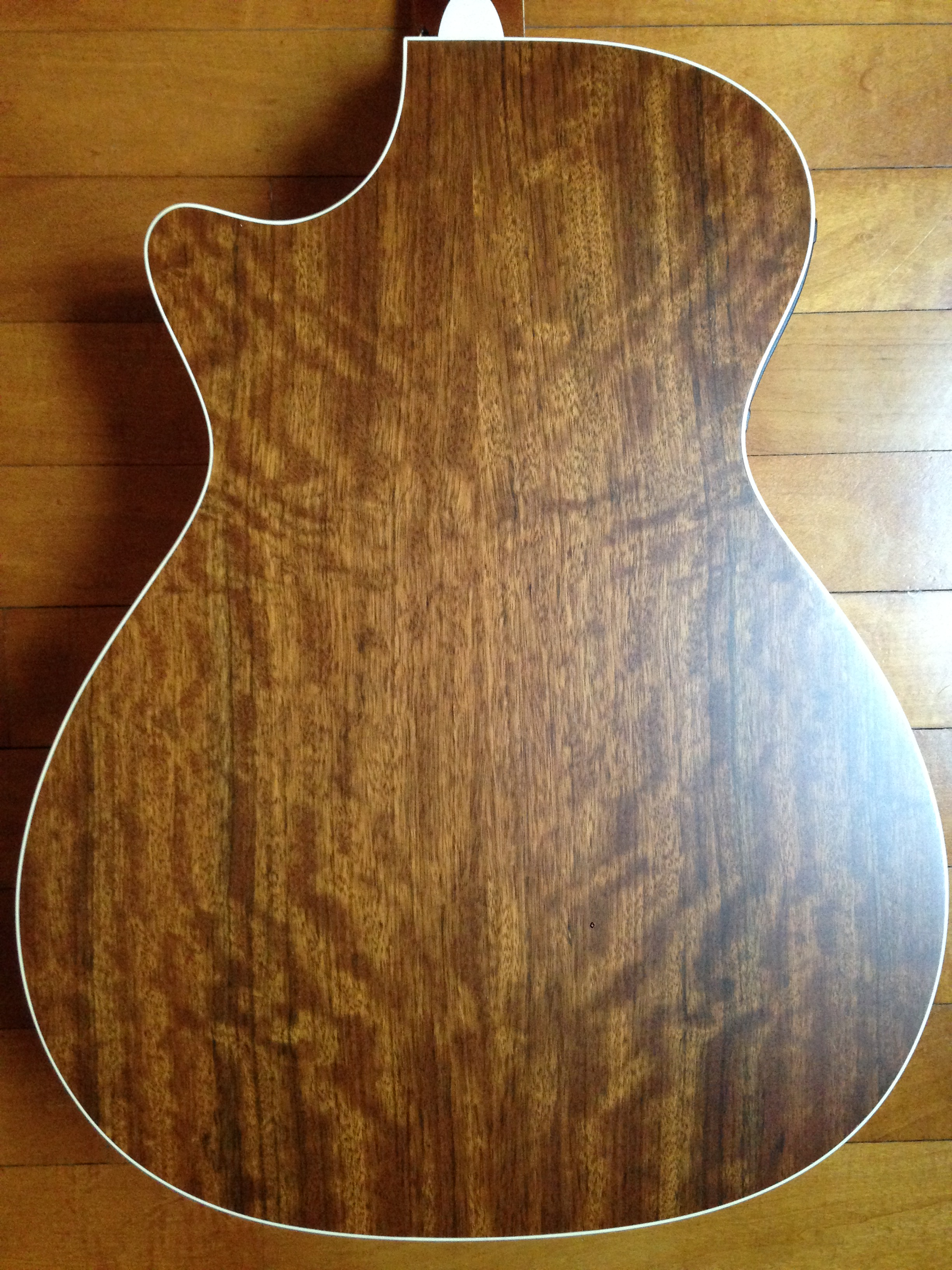
Fondo chitarra Taylor in Ovangkol dell'Africa tropicale

La chitarra è formata da un corpo armonico e da un manico che tende le corde su una tastiera. Questa struttura funge sia da sistema di produzione del suono, che da sistema di sostegno (autosostegno); una buona chitarra deve avere un ottimo equilibrio fra questi due sistemi, perciò deve risultare solo sufficientemente elastica e deformarsi in modo controllato, soprattutto nelle sezioni utili.

### Cassa armonica

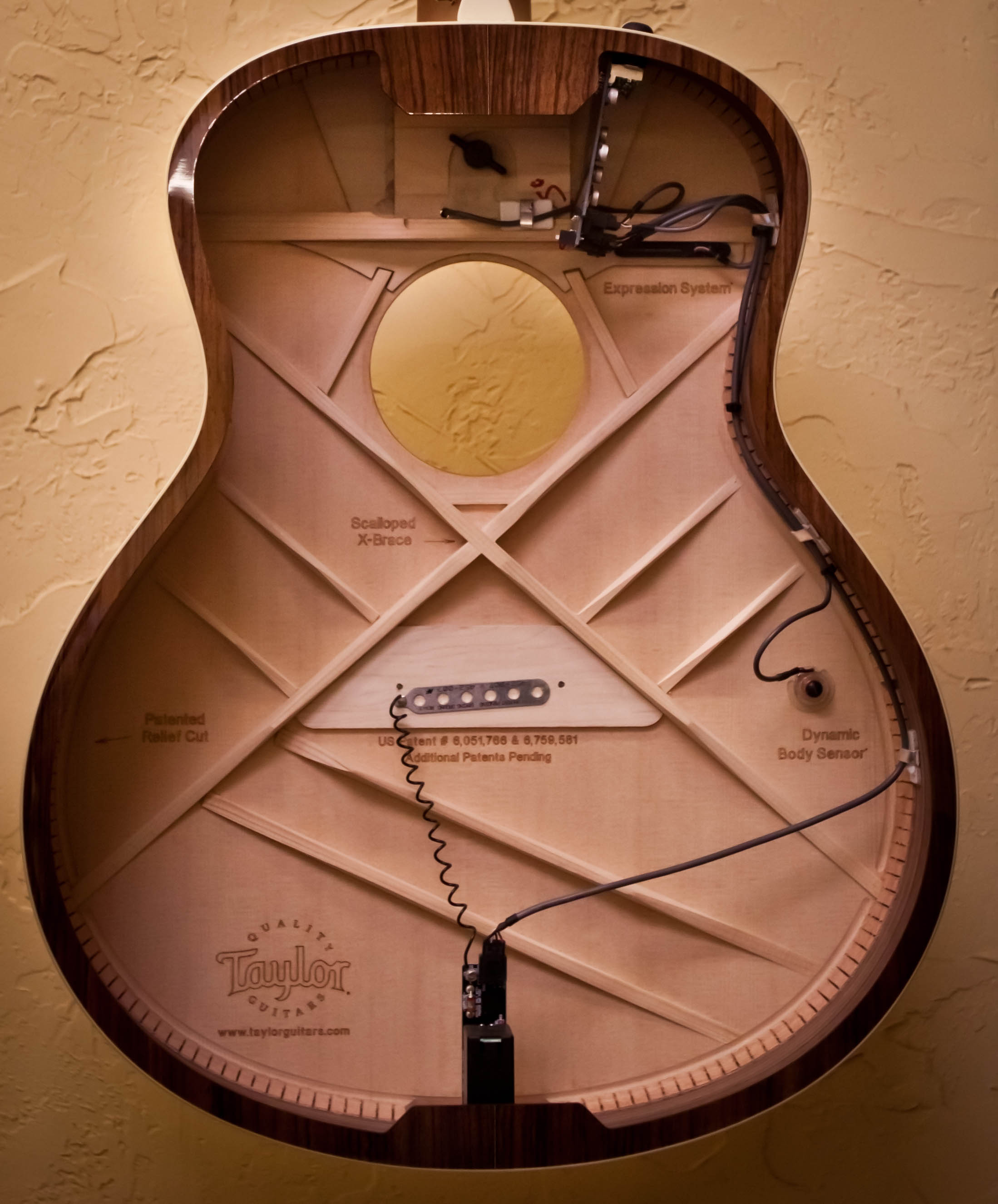
Particolare vista interno della cassa armonica con incatenatura a "X" della tavola armonica

La cassa armonica è la parte fondamentale della chitarra, che ha la funzione di sostenere e amplificare il suono delle corde. È composta dalle fasce, dal fondo e dalla tavola armonica.

#### Fasce e fondo
Le fasce e il fondo sostengono la tavola armonica e riflettono il suono. Le fasce sono composte da due asticelle di legno dallo spessore di circa 2 mm piegate a caldo per seguire la forma della tavola armonica; sono incollate al manico a un'estremità e dalla parte opposta a un blocchetto di legno. Il fondo è costituito da due assicelle di legno dallo spessore di circa 3 mm aperte a libro e incollate tra di loro. È rinforzato da 3 o 4 catene di abete trasversali. I legni utilizzati per queste parti sono generalmente duri: palissandro brasiliano o indiano, mogano, ovangkol, koa, sapele, acero ed ebano tra i più utilizzati.

#### Tavola armonica
La tavola armonica è composta da due assicelle di legno morbido dalla spessore di circa 2,5 mm aperte a libro e incollate tra di loro. Il suono della chitarra dipende soprattutto dalla qualità del legno utilizzato per la tavola: abete maschiato il più utilizzato delle chitarre da concerto e il Cedro rosso. Nella parte che sta all'interno della cassa vi sono applicate delle catene, formate da listelli di abete intagliati, che hanno la funzione di sostenere strutturalmente la sottile e fragile tavola armonica e di distribuire l'energia trasmessa dal ponte a tutta la parte inferiore della tavola stessa. L'incatenatura, cioè la disposizione delle catena, influisce in modo importante sulla qualità del suono e ogni costruttore, secondo la propria esperienza e gusto, sceglie il proprio disegno e disposizione

### Ponte

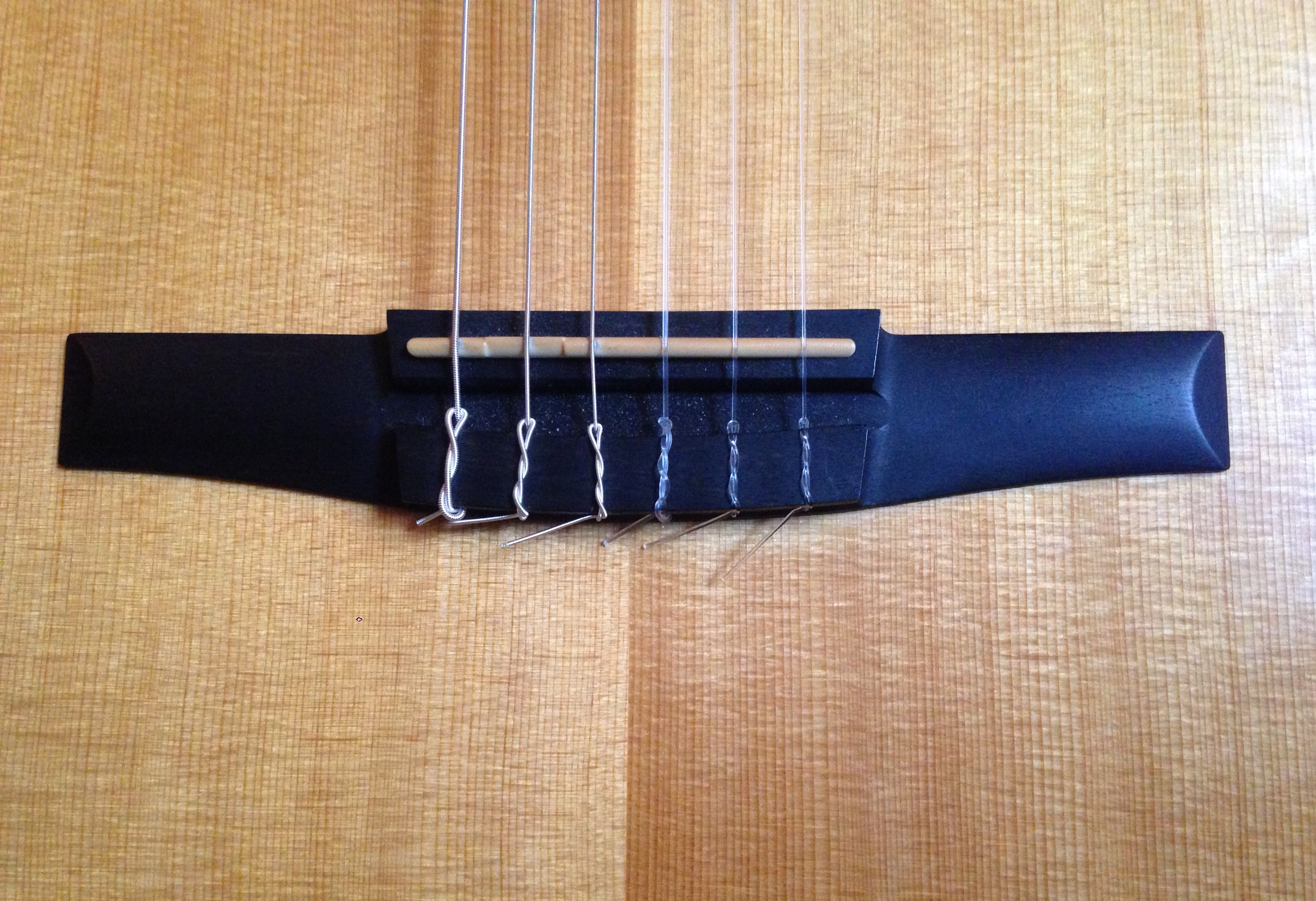
Ponte e osso di una chitarra classica

Il ponte, o ponticello, è incollato sulla tavola armonica; la sua funzione è di trasmettere le vibrazioni delle corde alla cassa armonica. Il diapason e l'altezza delle corde sulla tastiera, dipendono da dove è posizionato il ponte. Il materiale migliore per il ponte è l'ebano perché con la sua densità prolunga il suono dato dalle vibrazioni della corda. Altri legni utilizzati sono palissandro e mogano.

#### Osso
L'osso è una sbarretta, solitamente di colore bianco, e può essere di diversi materiali: avorio, osso o plastica. Incastrato nella parte anteriore del ponte, è mobile ed è tenuto fermo dalla pressione delle corde. Permette di regolare facilmente l'altezza delle corde sulla tastiera

### Manico

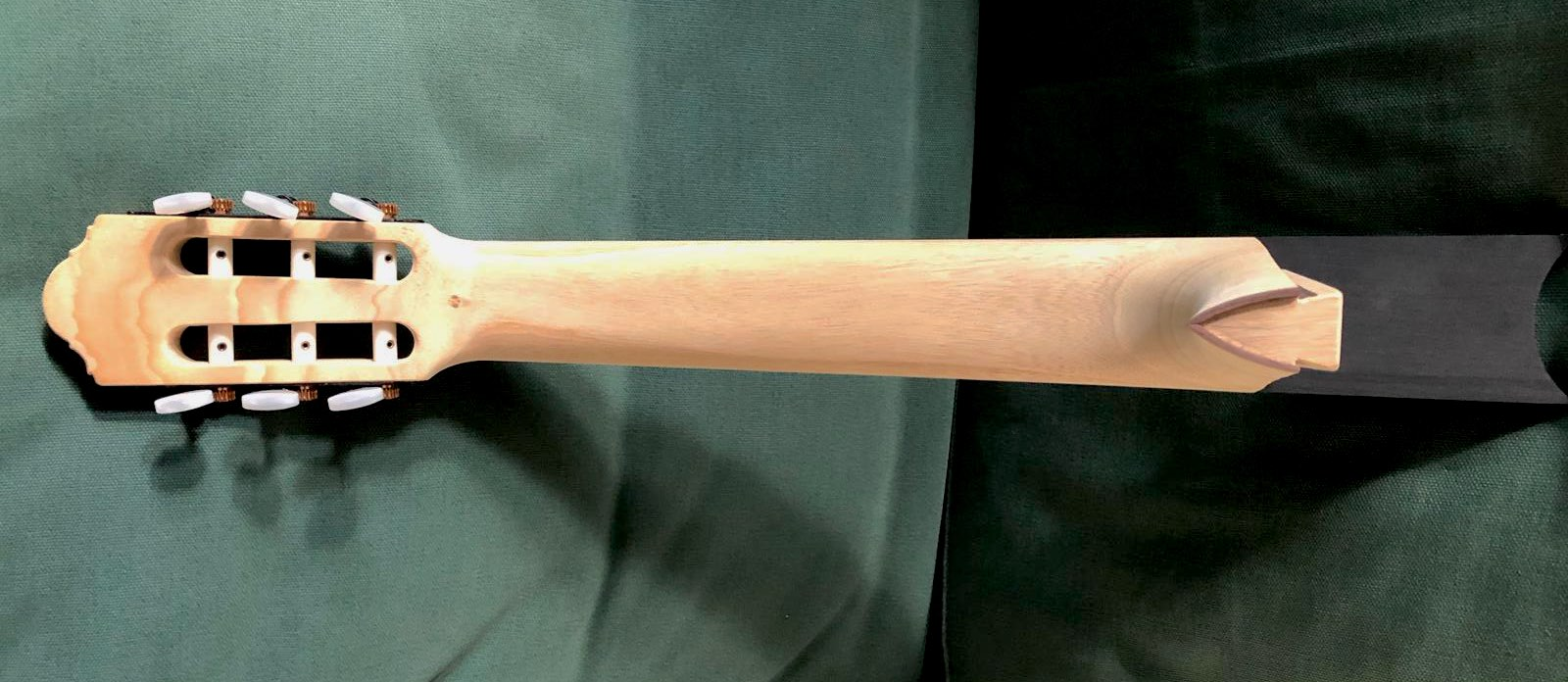
Manico, parte inferiore

Il manico sostiene la tastiera e termina con un tacco fissato alla cassa armonica. I legni utilizzati nel manico e nella paletta sono gli stessi: cedro di Cuba (Cederla Odorata con peso specifico 0,45 - 0,55), il mogano dell'Honduras (Swietenia macrophilla con peso specifico 0,58 - 0,75) e più raramente di acero. 

### Paletta

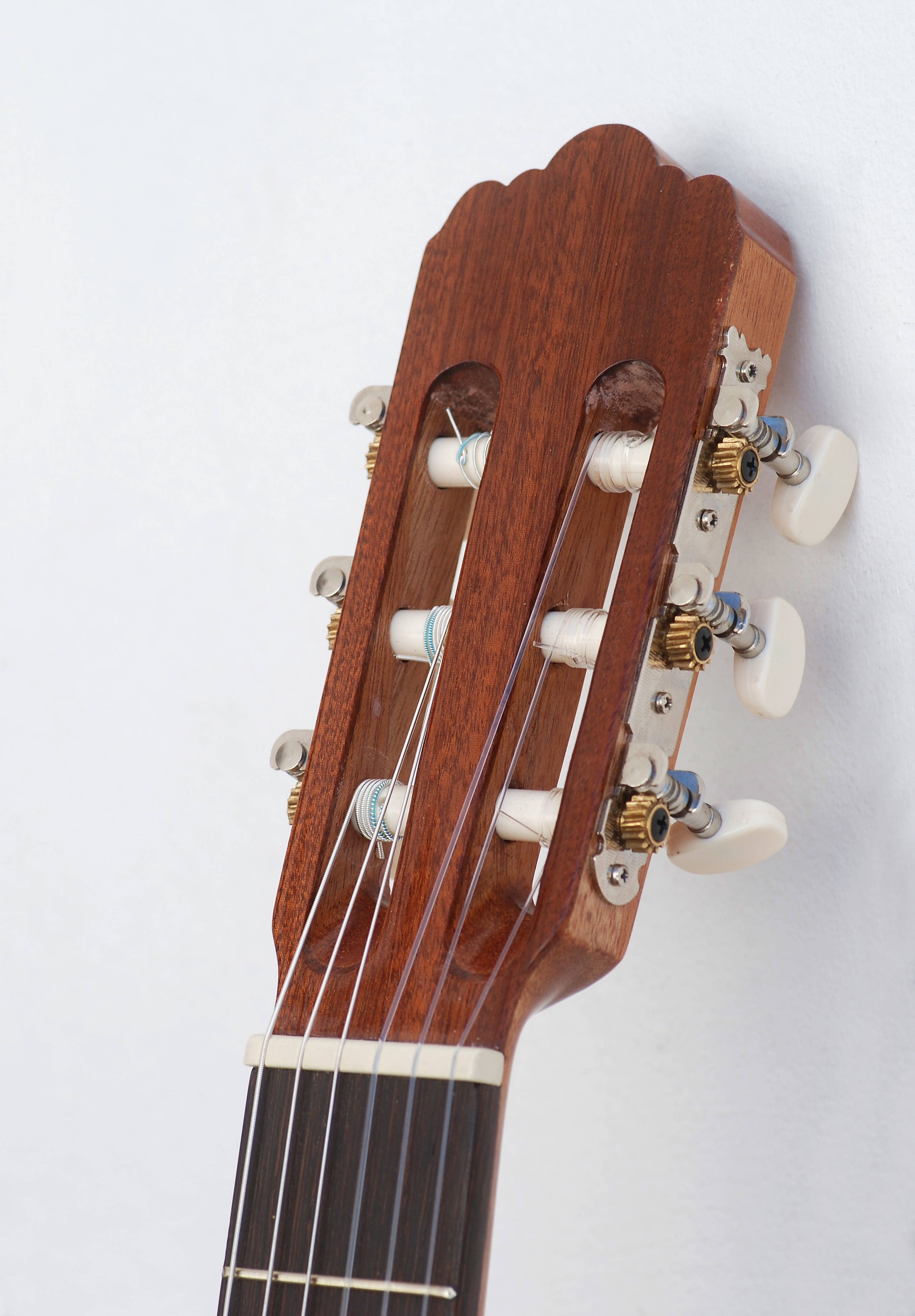
Paletta chitarra classica e capotasto

La paletta è la parte finale del manico e sostiene la meccanica dell'accordatura. Si unisce al manico in diversi modi: incollata con incastro a V o con giuntura obliqua invertita, oppure la paletta e il manico sono ricavate da un solo pezzo di legno (questo ultimo metodo è ormai poco utilizzato perché rende molto fragile il manico nel punto attacco con la paletta) dove le fibre sono inclinate.

### Tastiera

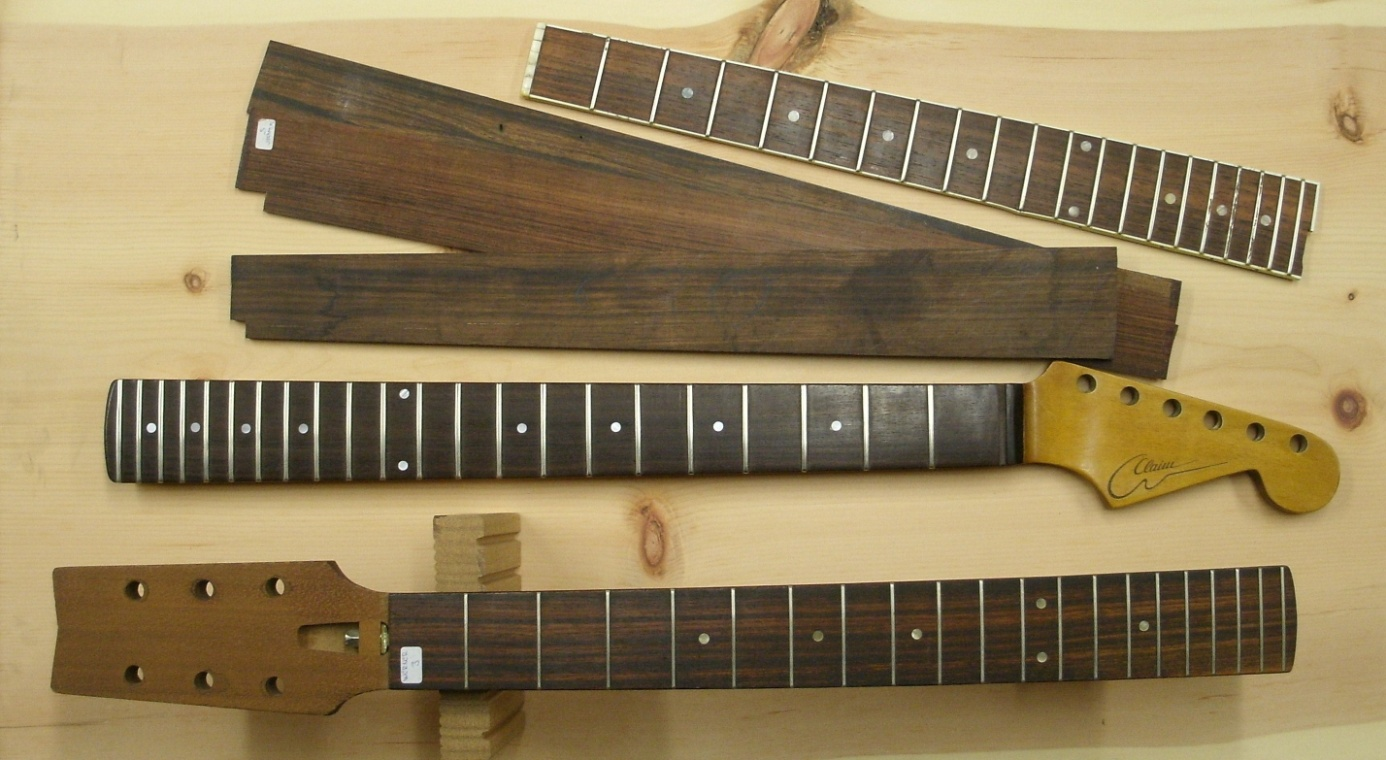
Vari modelli di tastiere di palissandro e ebano

La tastiera è il supporto dei tasti e solitamente è di legno duro come palissandro o ebano per sopportare lo strofinamento continuo delle dita e delle corde. Dopo che il manico è stato unito a livello della cassa, il liutaio incolla la tastiera che percorre la parte del manico e parte della tavola armonica fino alla buca. La larghezza della tastiera varia da chitarra a chitarra. Generalmente nella chitarra classica si ha una tastiera molto larga e si stringe nelle chitarre folk ed elettriche. 

#### Capotasto
Si trova nella parte estrema della tastiera vicino alla paletta e rappresenta il punto nodale iniziale della parte vibrante della corda. Nelle chitarre più pregiate il materiale del capotasto è di avorio oppure di osso, mentre nelle chitarre più economiche è solitamente di plastica.

#### Tasti
I tasti sono definiti da strette lamine inserite nel legno a distanze specifiche, con superficie esterna semicilindrica su cui appaoggia la corda premuta; il materiale dei tasti è l'alpacca, una lega metallica molto resistente alla corrosione. La posizione dei tasti si può ottenere matematicamente usando la regola del diciotto (o più precisamente, del 17,817...), dove la formula si applica nel seguente modo: si divide la lunghezza del diapason della chitarra per 17,817, e in questo modo si trova la larghezza del primo tasto, cioè, la distanza tra il capotasto e la prima lamina inserita nel manico. Poi, per calcolare la distanza tra il primo tasto e il secondo, si divide la lunghezza rimasta (dall'osso al primo tasto) e la si divide nuovamente per 17,817 e si continua così per ogni prossimo tasto, ottenendo una proporzione dei tasti sempre più stretti.
Qui sotto, c'è una tabella che rappresenta la tastiera e le note (della scala cromatica) che possiamo trovare su ogni singola corda:
| Corda | 1º tasto | 2º tasto | 3º tasto | 4º tasto | 5º tasto | 6º tasto | 7º tasto | 8º tasto | 9º tasto | 10º tasto | 11º tasto | 12º tasto |
| ----- | -------- | -------- | -------- | -------- | -------- | -------- | -------- | -------- | -------- | --------- | --------- | --------- |
| 1 Mi  | Fa       | Fa#      | Sol      | Sol#     | La       | La#      | Si       | Do       | Do#      | Re        | Re#       | Mi        |
| 2 Si  | Do       | Do#      | Re       | Re#      | Mi       | Fa       | Fa#      | Sol      | Sol#     | La        | La#       | Si        |
| 3 Sol | Sol#     | La       | La#      | Si       | Do       | Do#      | Re       | Re#      | Mi       | Fa        | Fa#       | Sol       |
| 4 Re  | Re#      | Mi       | Fa       | Fa#      | Sol      | Sol#     | La       | La#      | Si       | Do        | Do#       | Re        |
| 5 La  | La#      | Si       | Do       | Do#      | Re       | Re#      | Mi       | Fa       | Fa#      | Sol       | Sol#      | La        |
| 6 Mi  | Fa       | Fa#      | Sol      | Sol#     | La       | La#      | Si       | Do       | Do#      | Re        | Re#       | Mi        |

#### Tastini
Oltre alla dizione "tasto" (fret in inglese) è a volte utilizzata anche quella di tastino (raramente "sbarretta"). Di conseguenza è anche impiegato il termine tasto, non per indicare il tastino, ma per designare la porzione di tastiera delimitata da due tastini adiacenti. Ad esempio, in questi casi, il 2° tasto è l'area di tastiera delimitata dal 2° e 3° tastino (il 1° tastino, per convenzione, è il capotasto). La "luce" (action in inglese) è la distanza tra la corda e il tastino.
I tastini in commercio sono di diverse forme e altezze.

### Corde

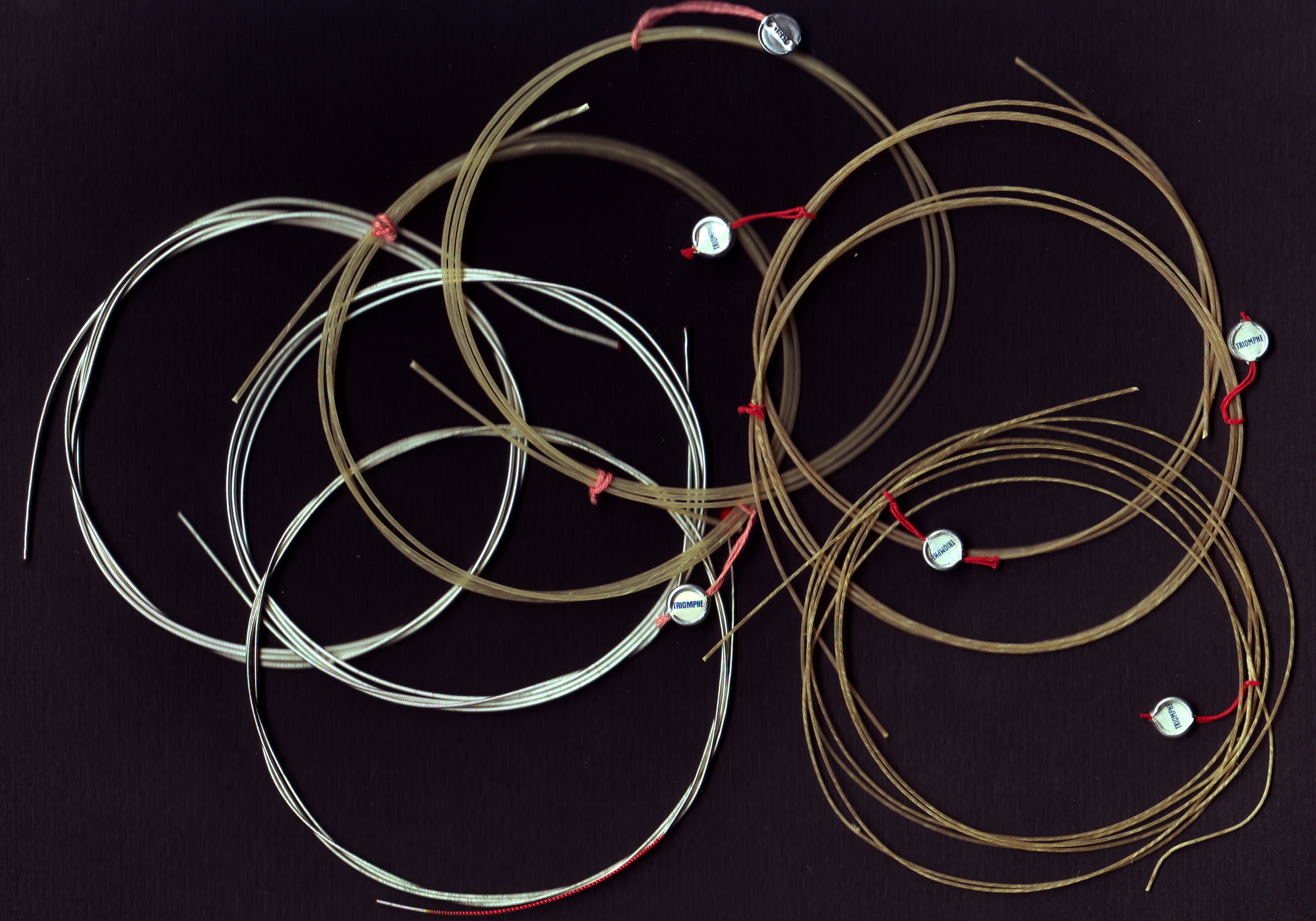
Corde della chitarra

Nel passato le corde erano di minugia (budella di ovini) o di metallo. Nella seconda metà degli anni 40, con l'avvento delle fibre sintetiche, la minugia è stata quasi interamente sostituita da corde di nylon che permisero di aumentarne la tensione e quindi amplificare il suono della chitarra. Questa ricerca di maggior volume ha riguardato tutti gli strumenti alla fine del XVIII secolo in poi, e ha portato alla nascita della chitarra classica in Europa, della chitarra folk in America (grazie a Christian F. Martin) con le corde in acciaio, fino a dare origine alla chitarra elettrica.
Nella chitarra classica si hanno le prime tre corde in nylon nudo (mi, si, sol ) e le altre tre (re, la, mi ) ricoperte da un filo di rame argentato avvolto, e a volte con l'anima di nylon multifilamento o più raramente di seta. 

## Accordatura

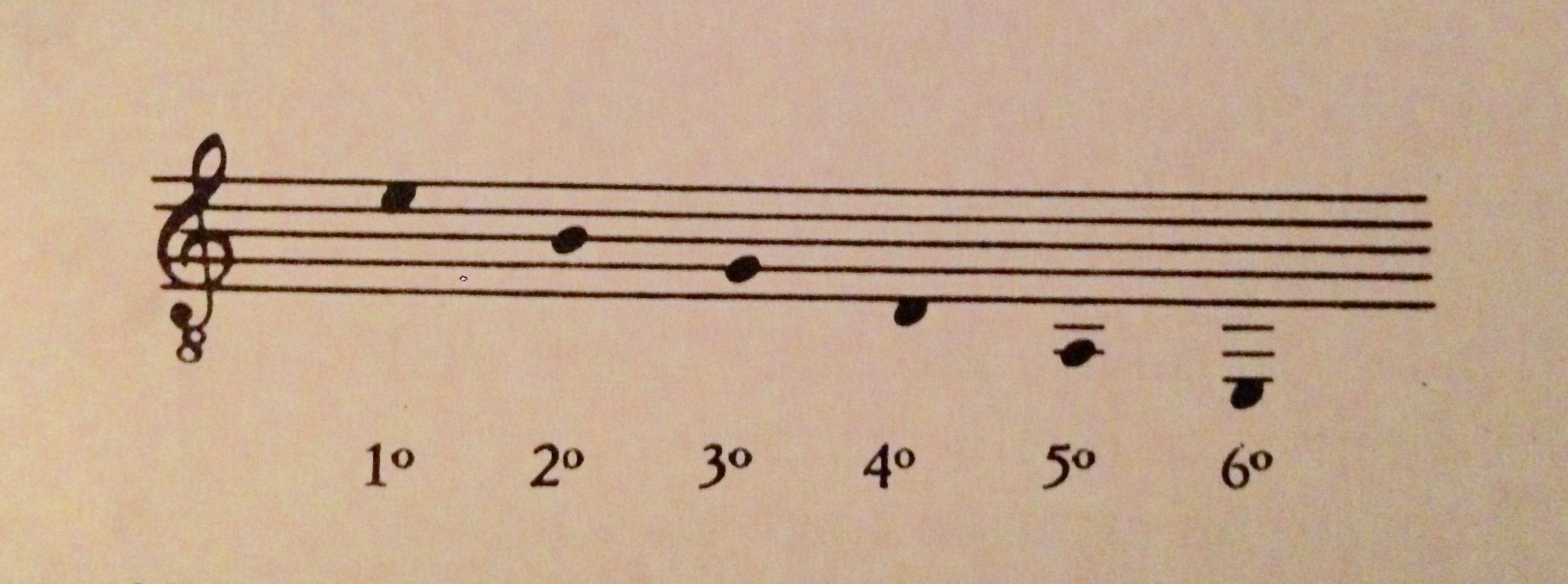
Accordatura standard

La chitarra di tipo spagnolo o andaluso ha sei corde, ma spesso esistono delle variazioni; ad esempio in Brasile è diffuso un tipo di chitarra a sette corde. Un'altra variazione comune è la chitarra a dodici corde, che però porta la medesima accordatura replicata in ottava da corde accoppiate più sottili.
L'accordatura più comune, nota come accordatura spagnola o accordatura standard, è mi-si-sol-re-la-mi, dalla corda più acuta alla più grave o, nell'uso anglosassone, E-B-G-D-A-E.
Questa accordatura, in cui l'intervallo tra due corde adiacenti è di una quarta giusta (tranne che tra seconda e terza corda, che distano di una terza maggiore), si è imposta per ragioni storiche e perché forniva un buon compromesso nelle posizioni per formare accordi. Esistono anche accordature aperte, ad esempio l'accordatura sarda, in cui le corde a vuoto suonano un do maggiore, e le accordature alternative. Queste accordature vengono usate in alcuni particolari generi musicali e sono spesso prescritte dai compositori per l'esecuzione di singoli brani.

## Diapason

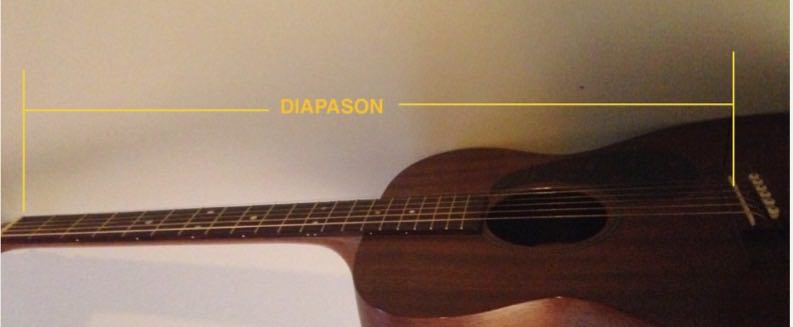
Diapason 645 mm della chitarra Martin 00-15

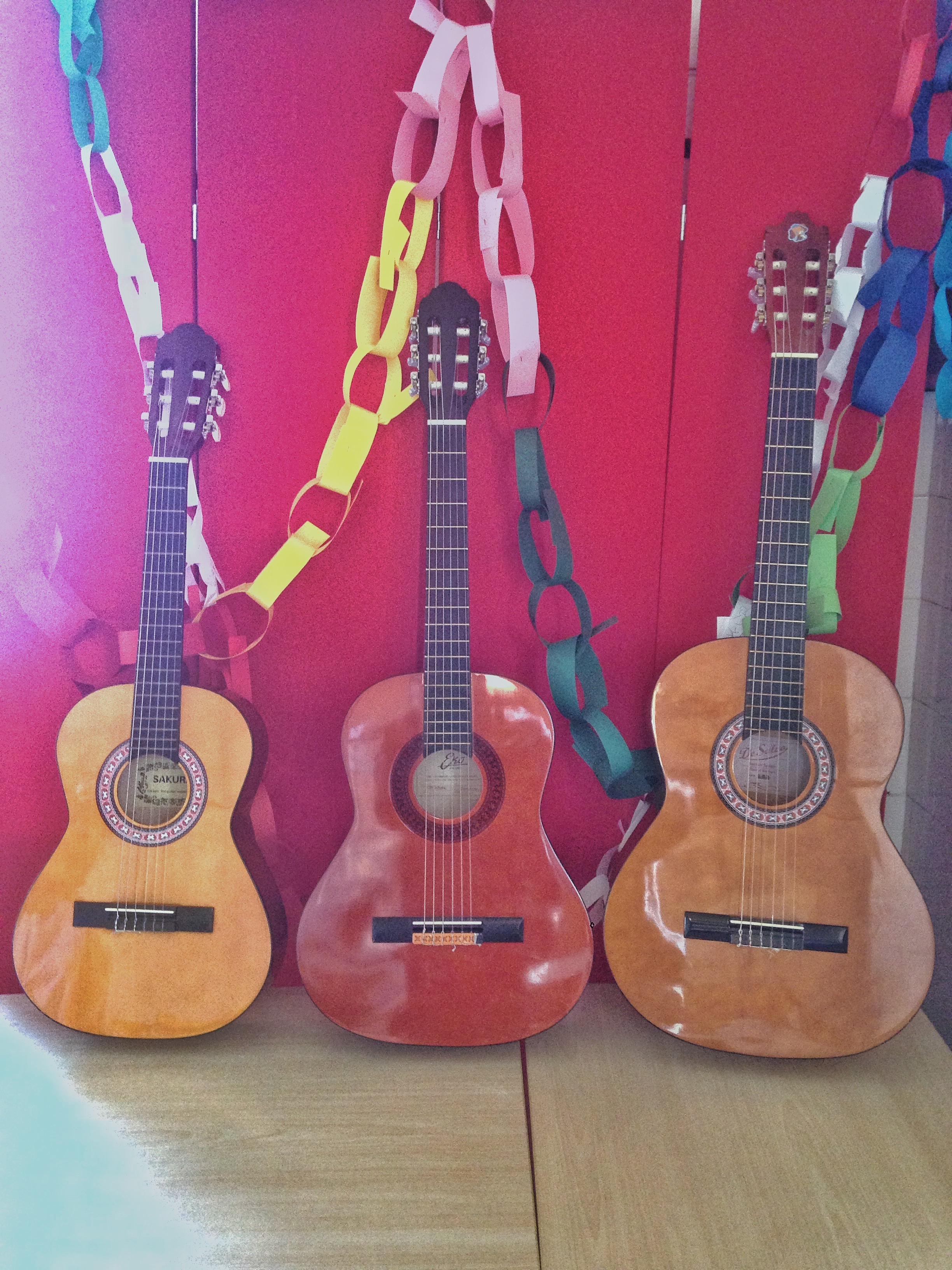
Chitarre 1/2, 3/4, 4/4.

Il diapason è la lunghezza totale della corda vibrante a vuoto e si misura dal lato interno del capotasto al punto in cui la prima corda (Mi cantino) entra in contatto con l'osso del ponte.
Una prima divisione tra le chitarre riguarda proprio il diapason , vi sono infatti tipi di chitarre dette 1/2, 3/4, 4/4, baritono, tenore, ecc.
Va, in ogni caso, tenuto presente che anche tra le chitarre di taglia normale (4/4) il diapason presenta una certa variabilità: ad esempio, nell'ambito delle chitarre classiche di attuale produzione, il diapason standard misura 650 mm, ma spesso i modelli di livello medio-alto o alto si possono ottenere, in alternativa, con diapason più lungo o più corto: 664 mm; 660, 640, 630 mm; 660 o 640; 655 mm.
Nelle chitarre acustiche il diapason varia da 610 mm a 660 mm. La tensione aumenta proporzionalmente rispetto alla lunghezza dalla corda.
Le chitarre possono essere suddivise innanzitutto in due grandi categorie, a seconda del modo in cui viene amplificato il suono delle corde in vibrazione: tramite la cassa armonica (chitarre acustiche); oppure tramite microfoni o pickup magnetici, che convertono le vibrazioni delle corde in segnali trasmessi a un amplificatore (chitarre elettriche).

## Tipi di chitarre

### Chitarre acustiche
Le chitarre acustiche presentano un corpo vuoto chiamato cassa armonica. L'energia delle corde viene trasmessa dal ponte alla cassa. La tavola armonica vibra per simpatia con le vibrazioni delle corde e la cassa armonica ne amplifica il suono.

#### Chitarra classica

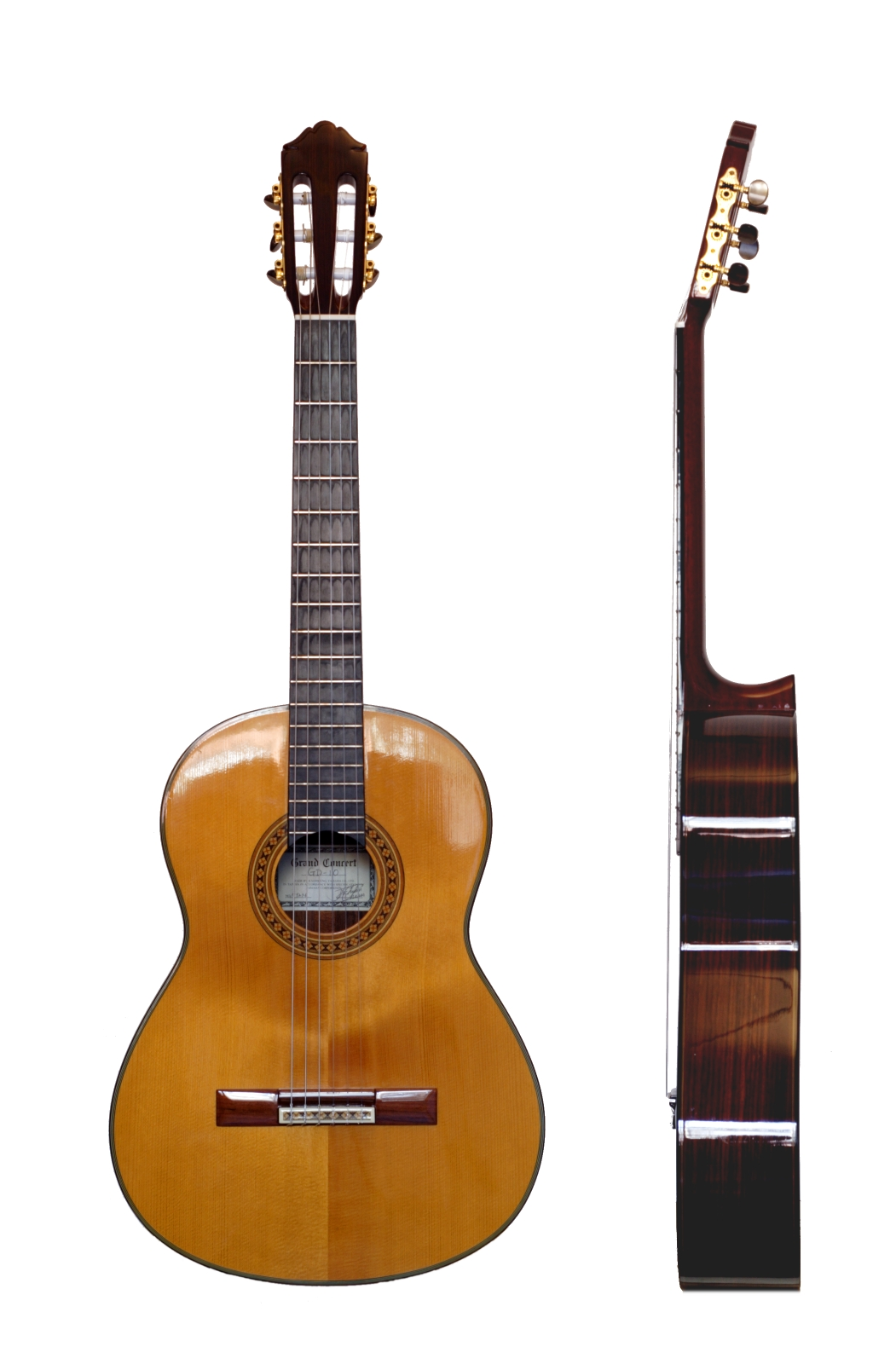
Una chitarra classica

Le tre corde più sottili sono in plastica; le tre più grosse sono di nylon rivestito di metallo, o talvolta di seta rivestita di metallo. In passato, le corde erano di budello di agnello. L'amplificazione è ottenuta per risonanza dal corpo vuoto a forma di otto (la cassa armonica), mentre la tavola superiore è responsabile dello spostamento d'aria. Il cavigliere (o paletta) è leggermente inclinato all'indietro. Secondo la posizione tradizionale usata per la musica classica, questo tipo di chitarra si suona da seduti, con le dita, poggiando lo strumento sulla gamba sinistra, leggermente rialzata tramite un apposito poggiapiede.
Si possono anche trovare chitarre classiche a spalla mancante per facilitare lo spostamento nelle zone più alte della tastiera, e amplificate. Le chitarre flamenco sono molto simili per costruzione; hanno una protezione di plastica trasparente sopra e sotto la buca (detta golpero) per garantire l'integrità del sottile legno della tavola armonica dai colpi con le dita caratteristici di questo stile (vedi golpe e rasgueado).

#### Chitarra folk

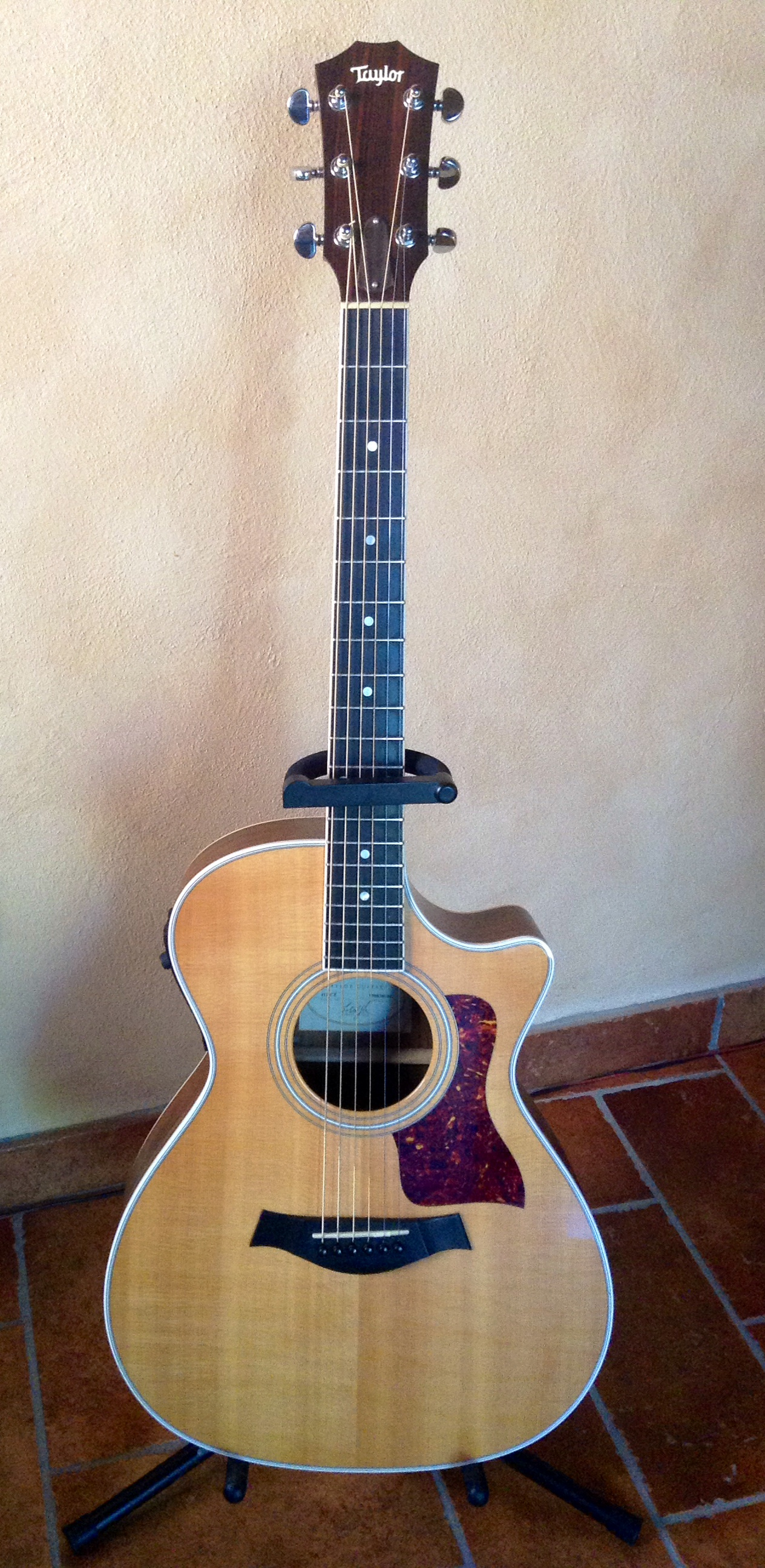
Una chitarra folk con spalla mancante

Le chitarre folk o chitarre acustiche hanno solitamente sei corde. A volte sono "a spalla mancante" (in inglese cutaway), cioè è presente una rientranza sul margine inferiore della cassa armonica, per consentire di raggiungere i tasti più alti. Possono essere amplificate o elettrificate, ovvero munite di un sistema per amplificarne fedelmente il suono che comprende generalmente pickup solitamente piezoelettrici o magnetici ed eventualmente microfoni, con attacco jack per collegare direttamente lo strumento a un impianto PA o a un amplificatore.
La chitarra folk ha vari formati di cassa armonica: dai modelli piccoli detti "parlor" ai più grandi come la "Dreadnought". Ha un manico rinforzato con un'asta di ferro all'interno (detta truss rod) per resistere alla maggiore tensione dovuta alle corde metalliche; essa è di solito regolabile e consente così di modificare la curvatura del manico a seconda delle preferenze di chi suona. La si può trovare in tutti i generi moderni, come il folk, il blues, il rock, la fusion, nei balli tradizionali (es. country), ecc.
Le corde metalliche conferiscono un suono brillante e pulito e vengono suonate con il plettro, con le dita (fingerstyle), o anche con dita e plettro contemporaneamente. Esistono versioni con spalla mancante (cutaway) per consentire un migliore accesso ai tasti delle note più alte, e versioni elettrificate per amplificare il suono direttamente senza l'ausilio di microfono esterno.

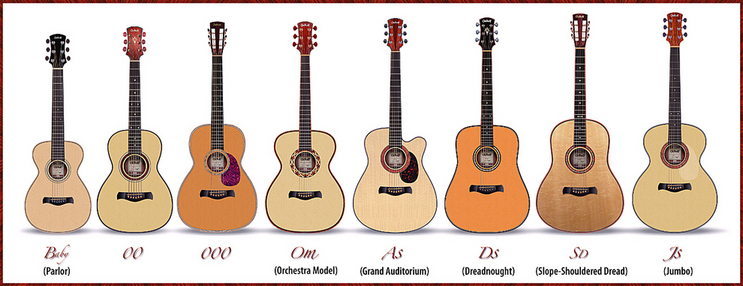
Vari modelli e formati di chitarre Folk

Appartiene a questo tipo la chitarra battente (o chitarra italiana) La Gibson cominciò a produrre chitarre folk dagli anni trenta, con cassa grande detta "Jumbo" in concorrenza alle Martin Dreadnought.

#### Chitarre multicorde

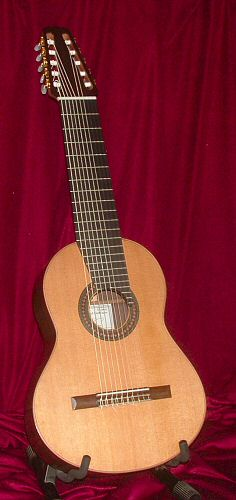
Chitarra a 10 corde

Una delle prime chitarre a 10 corde fu pensata dal chitarrista Ferdinando Carulli assieme al liutaio francese René Lacôte nei primi dell'Ottocento. Le cinque corde più acute avevano la possibilità di essere tastate, mentre le altre cinque venivano usate come corde a vuoto per i bassi. Con l'aiuto di una macchinetta applicata sulla paletta si poteva alterare di un semitono l'accordatura di alcune corde a vuoto (precisamente do, fa e sol; decima, settima e sesta corda) avendo la possibilità di più bassi.

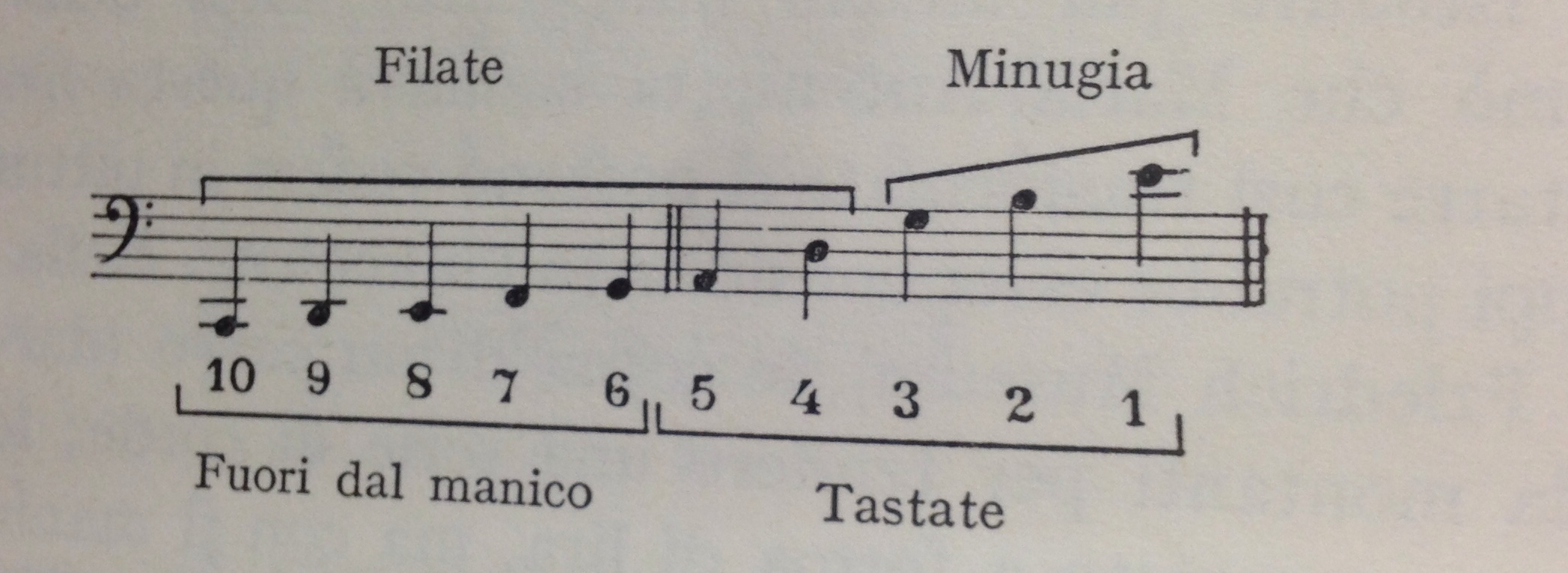
Accordatura della chitarra decacorde di Carulli e Lacôte

Fra le possibili variazioni vi è il violão 7 cordas brasiliano, dove la settima corda, più grave del mi basso, si accorda si oppure do. Esistono le chitarre a otto corde utilizzate negli anni quaranta, usate in ambito jazz e, in tempi più recenti, utilizzate massicciamente da chitarristi di generi più aggressivi come hard rock e metal. Vi sono chitarre classiche a dieci, undici, dodici, quattordici o diciotto corde (corde non doppie).

#### Chitarra a 12 corde

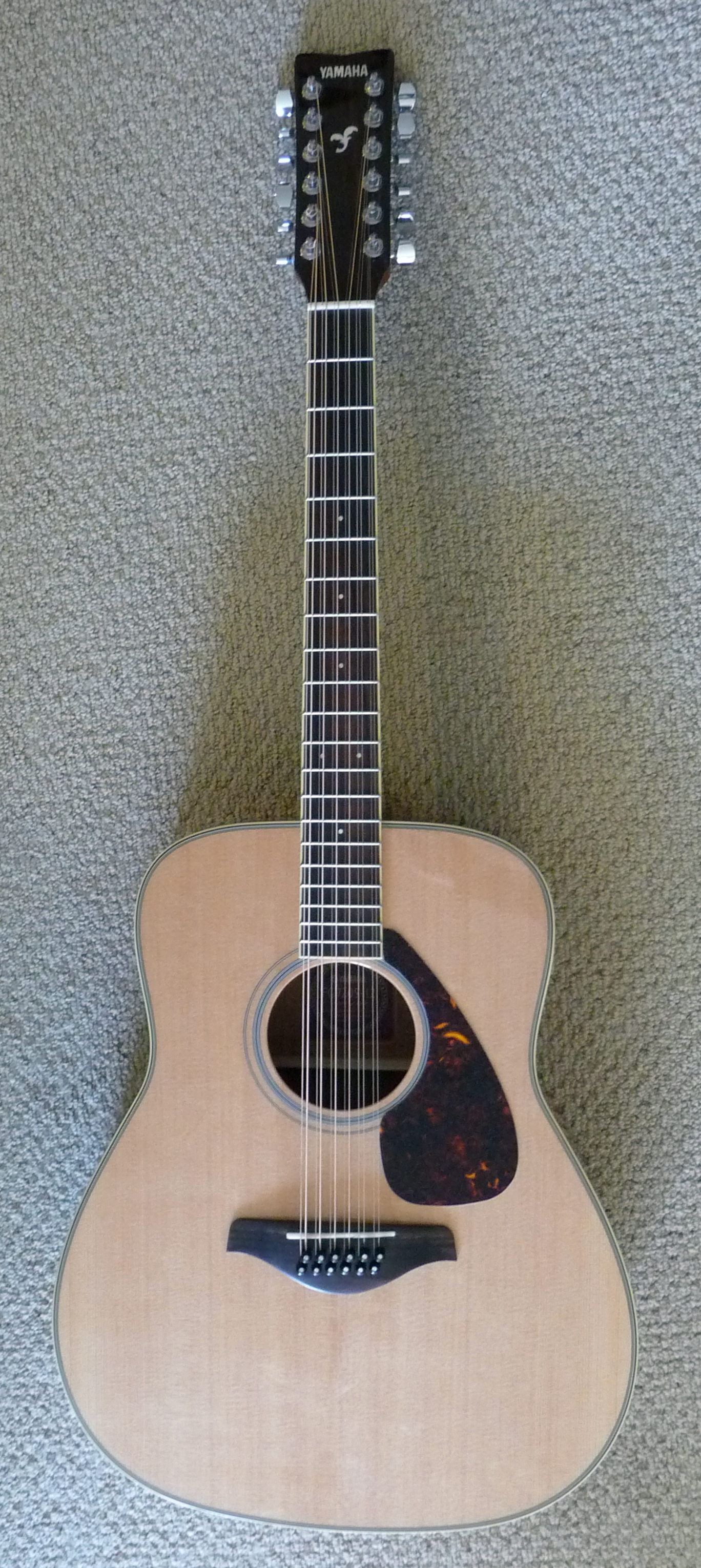
Chitarra a 12 corde

La chitarra a dodici corde (da non confondersi con la chitarra multicorde a dodici corde singole), ha sei coppie di corde montate a due a due, con le corde di ogni coppia molto vicine. Viene usata molto nel folk (es. nel fado), nel rock and roll, nella fusion, ma anche in tutti gli altri generi moderni, poiché il suo suono è molto intenso.
Le due coppie di corde più acute vengono accordate all'unisono, le restanti con un'ottava di intervallo. Si suona come una normale chitarra a sei corde, con la differenza che si premono due corde alla volta con un dito; data l'intensità del suono si presta molto bene all'accompagnamento ma un po' meno all'uso solista.
Può essere di tipo folk o elettrico, esclusivamente a corde metalliche; come nei corrispondenti modelli a sei corde è provvista di truss rod, spesso doppio per sopportare la maggiore tensione delle corde.

#### Chitarra resofonica
Le chitarre a risonatore metallico, conosciute anche come National o Dobro, furono costruite negli anni venti del Novecento dai fratelli Dopyera, fondatori della National Guitar Company e successivamente della Dobro Company (nel 1934 avvenne la fusione di queste due società).
Queste chitarre hanno un suono molto forte dall'inconfondibile timbro tagliente e metallico. Le vibrazioni delle corde sono trasmesse dal ponte a un piatto di metallo che si comporta da risonatore e amplifica il suono. Possono essere con la cassa armonica interamente di metallo con il risonatore a cono, come le prime chitarre National, oppure come le prime chitarre Dobro con la cassa in legno e il risonatore a forma di ciotola in metallo.

### Chitarra elettrica

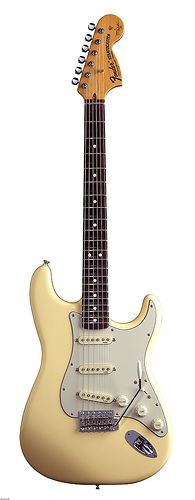
Una chitarra elettrica Solid Body

La chitarra elettrica è un tipo di chitarra in cui la vibrazione delle corde viene rilevata da uno o più pick-up magnetici che la trasformano in un segnale che viene convogliato in un amplificatore acustico, che rende udibile il suono dello strumento. Il tipo delle chitarre elettriche vede quelle a corpo solido (solid body), senza cassa acustica, e le semiacustiche hollow body (corpo cavo), o semi-hollow body.

#### Solid body
Nella chitarra solid body il suono è prodotto da pickup magnetici che convertono le vibrazioni delle corde in segnali trasmessi a un amplificatore che funziona a corrente elettrica. La cassa armonica non è quindi necessaria e infatti le chitarre elettriche hanno nella maggioranza dei casi un corpo pieno e rigido; il suono acustico in questo caso è molto debole e poco percepibile. Le corde sono necessariamente metalliche e il manico è quindi rinforzato da truss rod. È usata massicciamente nel blues, nel rock and roll, nel country, nel jazz, nel jazz-rock e nel metal.

#### Chitarre "semiacustiche"

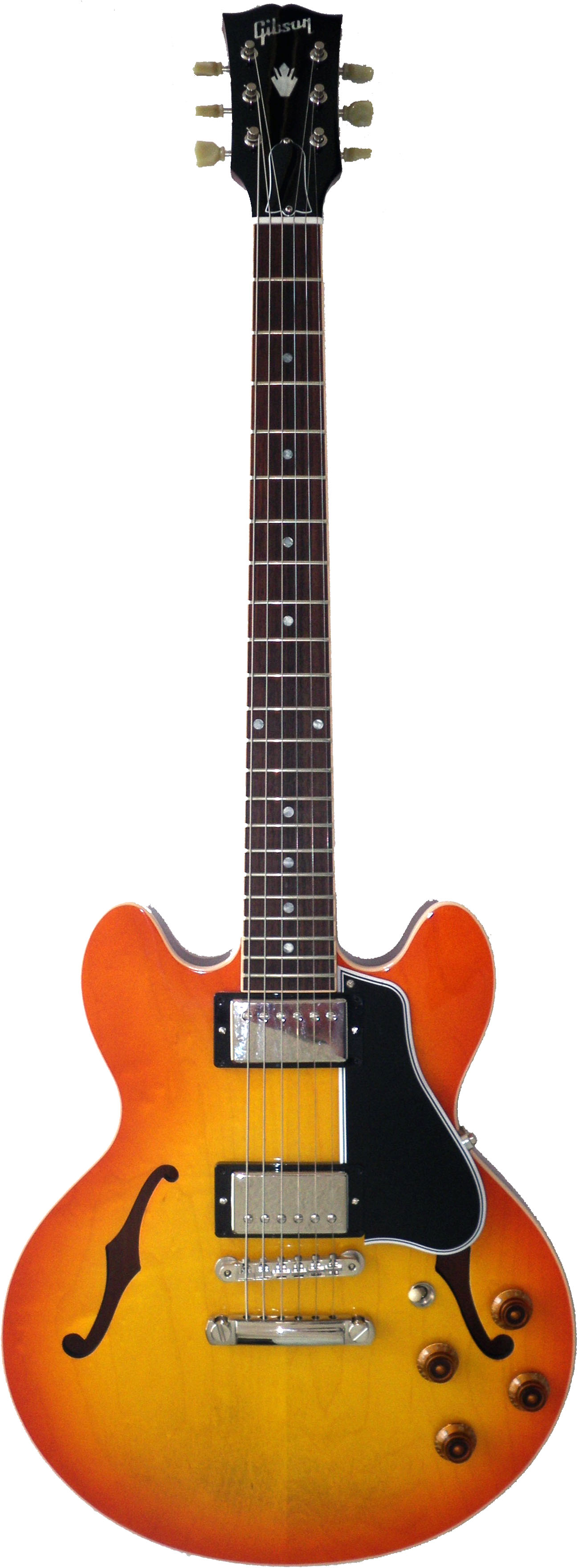
Chitarra Semiacustica Gibson CS-336

Le chitarre dette "semiacustiche" sono chitarre elettriche, amplificate quindi tramite pick-up magnetici, ma con cassa di risonanza e con due buche laterali a "f", simili a quelle degli strumenti ad arco: il suono è principalmente elettrico, ma con dinamiche che ricordano quelle di una chitarra acustica; storicamente è il primo tipo di chitarra elettrica, derivata dalle archtop acustiche degli anni venti del Novecento; è il tipo di chitarra elettrica di solito preferita nel jazz e nel rhythm and blues.

#### Chitarre acustiche elettrificate
Le chitarre acustiche elettrificate sono chitarre acustiche che montano sistemi elettronici (di solito trasduttori piezoelettrici o microfoni) per riprodurre il loro suono, generato acusticamente, anche attraverso un impianto audio o un amplificatore e consentire quindi di rendere il suono chiaro e udibile anche in grandi ambienti occupati da molte persone.

#### Chitarre elettriche "a piezo"
Le chitarre elettriche "a piezo" sono chitarre elettriche che oltre ai pickup magnetici, o al posto di questi, hanno anche trasduttori piezoelettrici per riprodurre un suono che assuma certe caratteristiche tipiche della chitarra folk.

## Le tecniche
Di solito, la mano destra pizzica le corde, in corrispondenza della buca, facendole vibrare, mentre la sinistra preme le corde sul manico. Fra i chitarristi mancini, alcuni usano uno strumento che è l'immagine speculare di un corrispondente destrorso (e quindi con le corde ribaltate rispetto a un destrorso), altri usano uno strumento destrorso ma rovesciato (e quindi senza mutare l'ordine delle corde), altri ancora usano uno strumento destrorso rovesciato ma con le corde ribaltate; ma vi è anche chi usa strumenti destrorsi al modo dei destrorsi.
Esistono diversi modi o tecniche per suonare la chitarra. Un breve excursus fra le più famose e utilizzate vede le seguenti. Per una trattazione più vasta e approfondita si può consultare la categoria tecnica chitarristica.

### Slide Guitar
Con slide guitar si intende in primo luogo un modo di suonare la chitarra, ovvero l'utilizzo di un pezzo di materiale sufficientemente pesante e liscio (ai tempi del blues delle origini, spesso un collo di bottiglia, in inglese bottleneck, o il manico di un coltello a serramanico) che viene fatto strisciare sulle corde senza premerle contro i tasti per ottenere un suono glissato. Il collo di bottiglia viene infilato su un dito della mano sinistra (anulare o mignolo) e fatto scorrere sulle corde, le dita rimaste libere suonano sui tasti nel modo usuale, anche se con minore libertà di movimento.
A causa di questo fatto, spesso per questa tecnica sono preferite le accordature aperte, che evitano corde vuote accordate su note non appartenenti all'accordo di tonica e facilitano il modo di suonare, specialmente se si tratta di musica modale come fondamentalmente è il blues stesso.
Un'altra tecnica consiste nell'appoggiare la chitarra in grembo (lap style), con la tavola armonica verso l'alto, e usare la mano sinistra unicamente con la tecnica slide: le dita afferrano l'oggetto liscio e pesante e non premono più sui tasti. In questo caso l'accordatura aperta è quasi obbligatoria. Sono quindi state realizzate chitarre apposite per essere suonate con questa tecnica: prive di tasti metallici e con le corde più rialzate rispetto a una normale chitarra, usate ad esempio nel blues e nel country.
Un importante sviluppo di questo tipo di chitarra è la chitarra indiana, usata in India e ricavata da una chitarra occidentale suonata in lap style, ma con un diverso tipo di accordatura: le corde per la melodia (fondamentalmente non si usano accordi) sono tre o quattro (accordate su tonica-quinta-ottava o tonica-quinta-ottava-quarta), e vengono affiancate da una dozzina di sottili corde di risonanza accordate sulle note della scala usata. Ci sono poi due corde di bordone accordate sulla tonica, suonate spesso per ribadire il punto di riferimento fondamentale (la tonica stessa). Questa chitarra è usata esclusivamente per la musica modale.

### Fingerstyle
Il fingerstyle (letteralmente "stile delle dita"), fingerpicking (lett. "pizzicare con le dita") o diteggiato è una tecnica usata per suonare, oltre alla chitarra, il basso e altri strumenti a corda. Viene eseguita usando le punte delle dita e le unghie al posto del plettro.
Ciò che nello specifico lo differenzia dallo stile classico è l'uso del pollice della mano destra che suona il "basso alternato". Il pollice marca cioè ogni quarto della battuta suonando una nota bassa sulle due/tre corde più gravi, mentre le altre dita (indice, eventualmente accompagnato dal medio e anche dall'anulare) suonano le altre corde e sviluppano quindi, a seconda dell'arrangiamento, sia l'armonia sia la melodia. È caratteristico dei generi folk, country-jazz e blues. Viene anche usato da esponenti noti del rock and roll, come Mark Knopfler e Jeff Beck, sebbene resti una pratica poco diffusa sulla chitarra elettrica. In Italia un esponente noto di questo stile è Alex Britti.

### Flatpicking
Il flatpicking è la tecnica di suonare la chitarra con l'utilizzo di una penna (o anche plettro). Questo è sicuramente il sistema più comunemente utilizzato da tutti, anche se comunque presenta una grande diversità di approcci.
Esistono tanti modelli di plettro, differenti principalmente per dimensioni e durezza. Comunemente si utilizzano plettri morbidi per la chitarra folk e plettri duri per la chitarra elettrica, ma questa regola è naturalmente piena di eccezioni.
Fra le eccezioni più note si cita il chitarrista dei Queen, Brian May, che ha trovato il suo suono ideale suonando con l'ausilio di una monetina da sei pence britannici.

### Shred
shred è una nomenclatura che racchiude in sé l'utilizzo di varie tecniche che, se studiate accuratamente, privilegiano la velocità di esecuzione. Le più note di queste sono l'utilizzo del legato e della alternate picking ad alte velocità, lo sweep-picking, lo string skipping, l'economy picking e il tapping. Ciascuna di queste tecniche è molto conosciuta per il suo ampio utilizzo nella musica metal, ma sono utilizzate (in maniera meno virtuosistica) anche nella musica fusion, country e talvolta anche nel blues. 
I chitarristi più noti per la loro grande tecnica di shredding nella musica metal sono John Petrucci, Yngwie Malmsteen, Steve Vai, Joe Satriani, Michael Angelo Batio, Paul Gilbert, Jeff Loomis e Buckethead, Allan Holdsworth per la sua grande tecnica di legati nel fusion (talvolta ad ampie velocità e con grandi estensioni della mano sinistra) e Eddie van Halen per il suo largo impiego del tapping e per la grande influenza che ha ispirato molti chitarristi oggi icone.

### Altre tecniche utilizzate

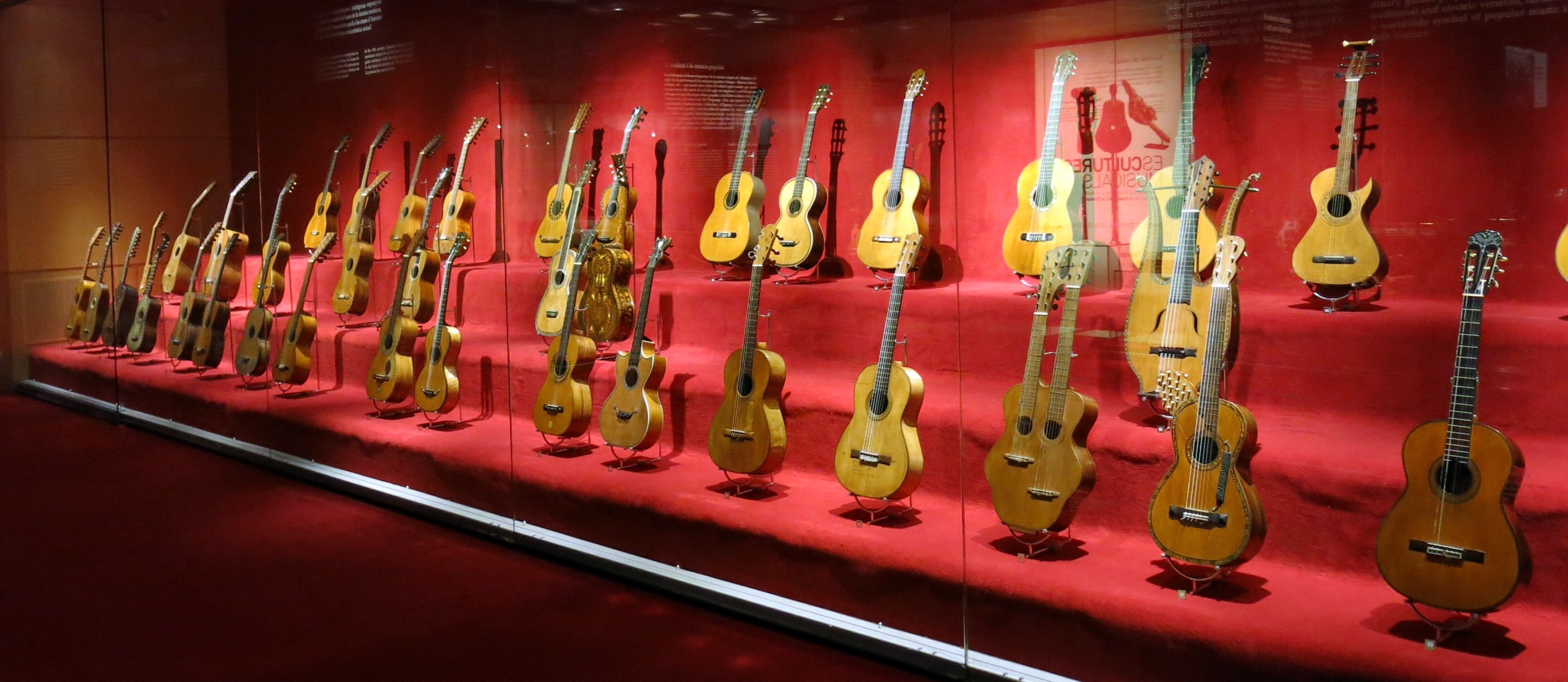
Chitarre esposte al Museo della musica di Barcellona

- Bending
- Chicken picking
- Hammer-on
- Palm mute
- Pennata alternata
- Pizzicato
- Pull-off
- Rasgueado
- Sweep-picking
- Tapping
- Tambora
- Tocco appoggiato
- Tremolo

## Chitarra ritmica
La chitarra ritmica (o chitarra di accompagnamento), specialmente nel rock, è la chitarra che si suona per accompagnare armonicamente e dare ritmo a un brano: in questo senso il suono non risalta in maniera particolare.
Più in generale, la chitarra ritmica viene contrapposta alla chitarra solista, ma può indicare anche solo la funzione ricoperta da uno strumento: spesso infatti, in realtà, i due ruoli all'interno di un gruppo vengono ricoperti da una sola. Nel caso che nel gruppo ci siano invece due chitarristi, spesso uno dei due esegue solamente la sezione ritmica, mentre l'altro si concentra sia su quest'ultima sia sugli assoli.
Molte band presentano una sola chitarra, quali Led Zeppelin, Nirvana, U2, Bon Jovi, Queen, Pink Floyd, Pooh, Red Hot Chili Peppers, Blink-182 solo per citarne alcuni. Presentano (o presentavano) invece nella formazione più di una chitarra gruppi come Scorpions, Aerosmith, The Beatles, AC/DC, Guns N' Roses, Slipknot, My Chemical Romance, Linkin Park, Litfiba, Avenged Sevenfold, Kiss, The Clash, Metallica o The Rolling Stones e gli Iron Maiden, che presentano addirittura tre chitarre simultanee.
Il più delle volte il ritmo della chitarra differisce sia da quello della melodia sia da quello dato dalle percussioni.

## Chitarra solista
La chitarra solista è invece la chitarra che ha la funzione di sostituire, anziché accompagnare, la voce per la durata di una strofa (il cosiddetto assolo); potendo andare oltre l'estensione vocale viene utilizzata quindi per variarne e arricchirne la melodia.
È utilizzata in alcuni gruppi in aggiunta alla chitarra di accompagnamento: infatti se la chitarra d'accompagnamento dovesse interrompere un giro di accordi per iniziare un assolo, sarebbe difficile non notare un istante di stacco; tuttavia in alcuni gruppi con molta esperienza ciò non accade, ovvero il chitarrista di accompagnamento esegue anche assoli, lasciando temporaneamente la parte ritmica al basso o al pianoforte.
Capita sovente (soprattutto nell'hard rock e nell'heavy metal) che i chitarristi, quando ve ne sia più di uno, non abbiano un ruolo fisso e che si alternino suonando ciascuno le proprie parti ritmiche e il proprio assolo durante l'esecuzione di un brano. In alcuni casi, entrambe le chitarre possono eseguire un assolo in contemporanea (suonando insieme le stesse note e accordi simili), lasciando al solo basso la parte ritmica.